# DAB 1200B
DAB 12-1200B – autobus miejski, produkowany w latach 80. i 90. przez duńską firmę DAB w Silkeborg. Jest to model z tzw. serii 12, produkowanej w latach 80 i 90 XX wieku.

## Historia modelu
Autobus wysokopodłogowy, wyposażony w pneumatyczne drzwi płatowe i hamulce. W nowszych modelach zainstalowane fotokomórki nad drzwiami i ochronę przed przytrzaśnięciem drzwiami. W nadwoziu wykorzystywano elementy wykonane z aluminium. Większa część kratownicy pojazdu jest właśnie aluminiowa. Początkowo produkowany był z półautomatyczną skrzynią biegów i silnikiem firmy Leyland. Później skrzynię półautomatyczną zastąpiły automatyczne firmy ZF (głównie z czterema, pięcioma i sześcioma przełożeniami). Silnik Leylanda zastąpił wówczas nowoczesny silnik DAF. Model ten, był jednym z eksportowanych pojazdów do Polski na początku lat 90 XX wieku,.a także był od kwietnia 1994 roku montowany także w Polsce, w Koszalinie, w zajezdni MZK Koszalin. Pierwsza sztuka została wyprodukowana i zaprezentowana rok później. W ten sposób powstało 11 sztuk, między innymi dwie dla Koszalina, natomiast pozostałe trafiły na przykład do Gliwic i Olsztyna.

## Galeria

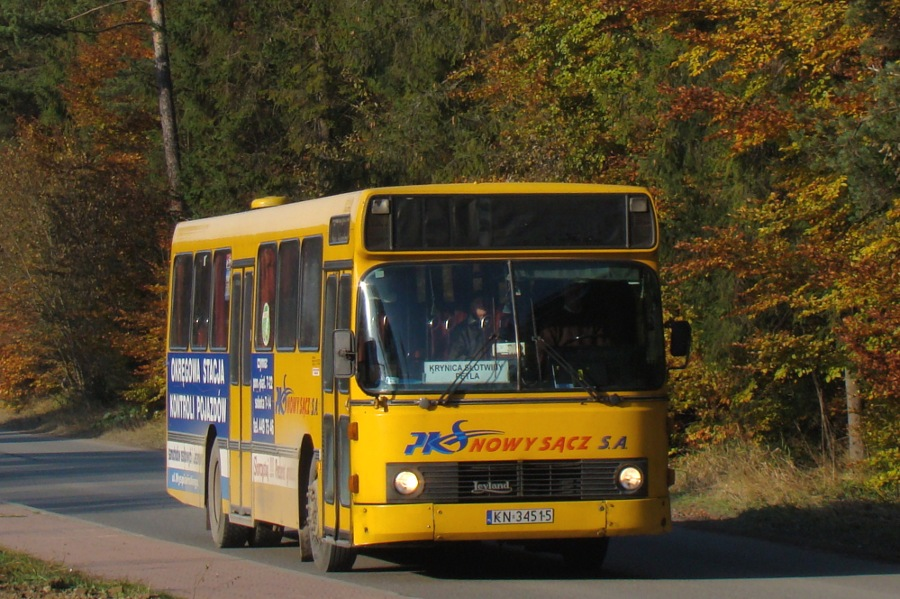
Pierwszy wyprodukowany DAB 7-1200B w barwach PKS Nowy Sącz